# کوگه‌ور
کوگه‌ور (به ترکی آذربایجانی: Gügəvar) یک منطقهٔ مسکونی در جمهوری آذربایجان است که در شهرستان یاردیملی واقع شده‌است. کوگه‌ور ۵۹۵ نفر جمعیت دارد.
کوگه‌ور در زبان تالشی و آذری باستان به معنی چراگاه و محل سرسبز است.